# Fred Abbott
Harry Frederick Abbott, né Harry Frederick Winbigler, dit Fred Abbott (22 octobre 1874 - 11 juin 1935) est un joueur américain de baseball. Il évolue en ligue majeure de 1903 à 1905. Sur les 160 parties qu'il dispute sur ces trois saisons, il en joue 138 comme receveur et 15 au premier but.

## Biographie
Né à Versailles (Ohio), Abbott évolue en ligues mineures en 1898, 1901 et 1902 avec les New Orleans Pelicans. Il débute en Ligue majeure le 29 avril 1903 sous les couleurs des Cleveland Naps. Il reste deux ans à Cleveland avant de rejoindre les Columbus Senators en Association américaine le 10 août 1904, où il joue les derniers matches de la saison 1904. 
Échangé aux Phillies de Philadelphie en retour de Rudy Hulswitt le 29 janvier 1905, Abbott est de retour en majeures. Le 22 avril 1905, Abbott déclenche d'une bagarre générale lors d'un match face aux Giants de New York. Retiré au marbre, le joueur de premier but des Giants Dan McGann s'emporte contre Abbott. Ce dernier s'énerve, et expédie une balle rapide sur McGann alors qu'il regagnait le banc. Une bagarre générale entre les deux équipes débute alors. 
Abbott dispute son dernier match en Majeures le 20 septembre 1905. Il s'engage la saison suivante avec les Toledo Mud Hens en Association américaine. Il en devient le receveur titulaire de 1906 à 1910.
Abbott achève sa carrière de joueur en Pacific Coast League avec les Los Angeles Angels en 1911.
Il meurt le 11 juin 1935 à Los Angeles. Il repose au Valhalla Memorial Park dans le quartier de North Hollywood à Los Angeles.

## Statistiques
| Saison | Équipe       | G   | AB  | R  | H   | 2B | 3B | HR | RBI | SB | BA    |
| ------ | ------------ | --- | --- | -- | --- | -- | -- | -- | --- | -- | ----- |
| 1903   | Cleveland    | 77  | 255 | 25 | 60  | 11 | 3  | 1  | 25  | 8  | 0,235 |
| 1904   | Cleveland    | 41  | 130 | 14 | 22  | 4  | 2  | 0  | 12  | 2  | 0,169 |
| 1905   | Philadelphie | 42  | 128 | 9  | 25  | 6  | 1  | 0  | 12  | 4  | 0,195 |
| Totaux | Totaux       | 160 | 513 | 48 | 107 | 21 | 6  | 1  | 49  | 14 | 0,209 |

Note : G = Matches joués ; AB = Passages au bâton; R = Points ; H = Coups sûrs ; 2B = Doubles ; 3B = Triples ; 
HR = Coup de circuit ; RBI = Points produits ; SB = Buts volés ; BA = Moyenne au bâton.